# Troctolita
La troctolita es una roca ígnea plutónica compuesta casi completamente de plagioclasa cálcica y olivino. La troctolita es un tipo de gabro (sensu lato) y puede considerarse un gabro de olivino casi libre de piroxeno. El olivino de una troctolita puede estar considerablemente alterado en serpentina por lo que la roca en apariencia tiene pequeñas manchas de color verde, rojo, amarillo o blanco en un fondo claro de plagioclasa.
El nombre de la roca viene del alemán troktolith que fue inventado a partir de las raíces griegas troktes (un tipo de pez) y lithos (roca) para reemplazar la palabra forellenstein que significa "roca trucha" en referencia a que las manchas de la roca que se asemjan a la piel de trucha.